# Kolaudacja
Kolaudacja (łac. collaudatio „pochwała” od collaudare „wspólnie chwalić”; col- od com- „współ-”; laudare „chwalić”, „sławić”)  – komisyjny odbiór filmu, słuchowiska lub widowiska telewizyjnego połączony z dyskusją na temat jego wartości i ideowego oddziaływania. W krajach, w których obowiązuje lub obowiązywał autorytarny lub totalitarny reżim polityczny (np. kraje realnego socjalizmu, kraje pod rządami komunistów, kraje pod rządami nazistów, itp.) szczególne znaczenie przywiązywano, aby wymowa społeczna dzieła była zbieżna z założeniami politycznymi. Niekiedy wskazywano na konieczność wprowadzenia zmian do utworu, zarządzano ograniczenia lub wykluczano utwór z rozpowszechniania (por. Półkownik).
Kolaudacją nazywane jest także komisyjne sprawdzenie zgodności wykonanych robót budowlanych z planem i kosztorysem.